# Macintosh Centris 650

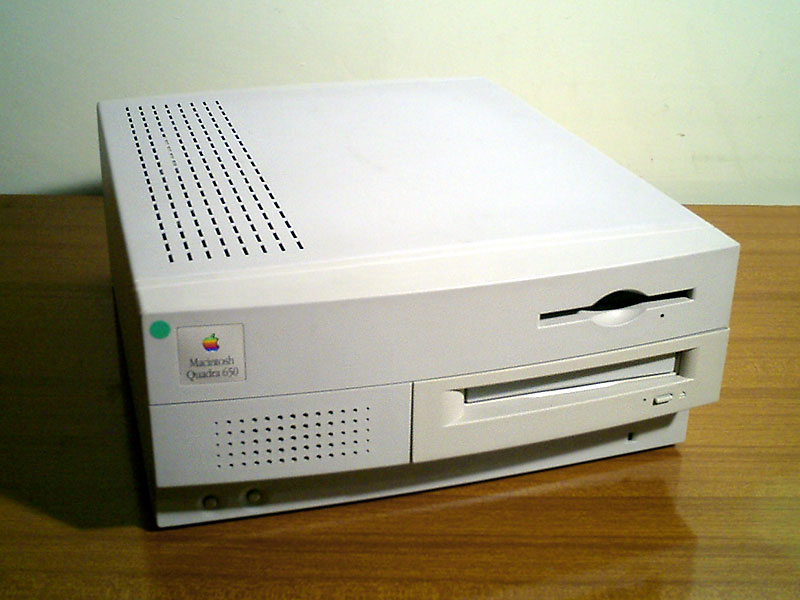
Macintosh Centris 650

Macintosh Centris 650 es una computadora de Apple Inc., la cual utiliza un microprocesador Motorola 68040, y cuenta con una ranura de expansión la cual permite añadir tres tarjetas NuBus, una ranura directa al procesador y una conexión opcional de Ethernet, lo que le permite el acceso a una amplia gama de capacidades. Incluye espacio para un periférico interno de 5,25 pulgadas, tal como una unidad de disco CD-ROM o una unidad SyQuest, proporcionando una máxima capacidad de almacenamiento.

## Mejoras con respecto alCentris 610
El Centris 650 tiene más alto rendimiento y es mayormente expansible, está equipado desde ejecutar hojas de cálculo más complejas, edición con uso intenso (en comparación con Centris 650) de gráficos hasta recuperar bases de datos.

## Características técnicas.[1]
- Procesador 68040 de 25MHz con unidad de administración paginada de memoria (PMMU) y caché de memoria de 8K; coprocesador matemático incorporado
- 4MB de RAM Expansible a 132MB.
- Apple Superdrive; unidad de disco rígido interna de 80MB, 230MB o 500MB; espacio para un dispositivo de almacenamiento interno adicional de 5,25 pulgadas de media altura.
- Conexión LocalTalk incorporada y conexión Ethernet de alta velocidad integrada opcional; software de interconexión en red AppleTalk.
- Ranura de expansión para una tarjeta NuBus de 7 pulgadas o tarjeta directa al procesador.
- Dos puertos seriales, Puerto SCSI, dos puertos ADB, puerto de salida de Video, puertos de entrada y de salida de sonido.[1]